# Kapellgränd

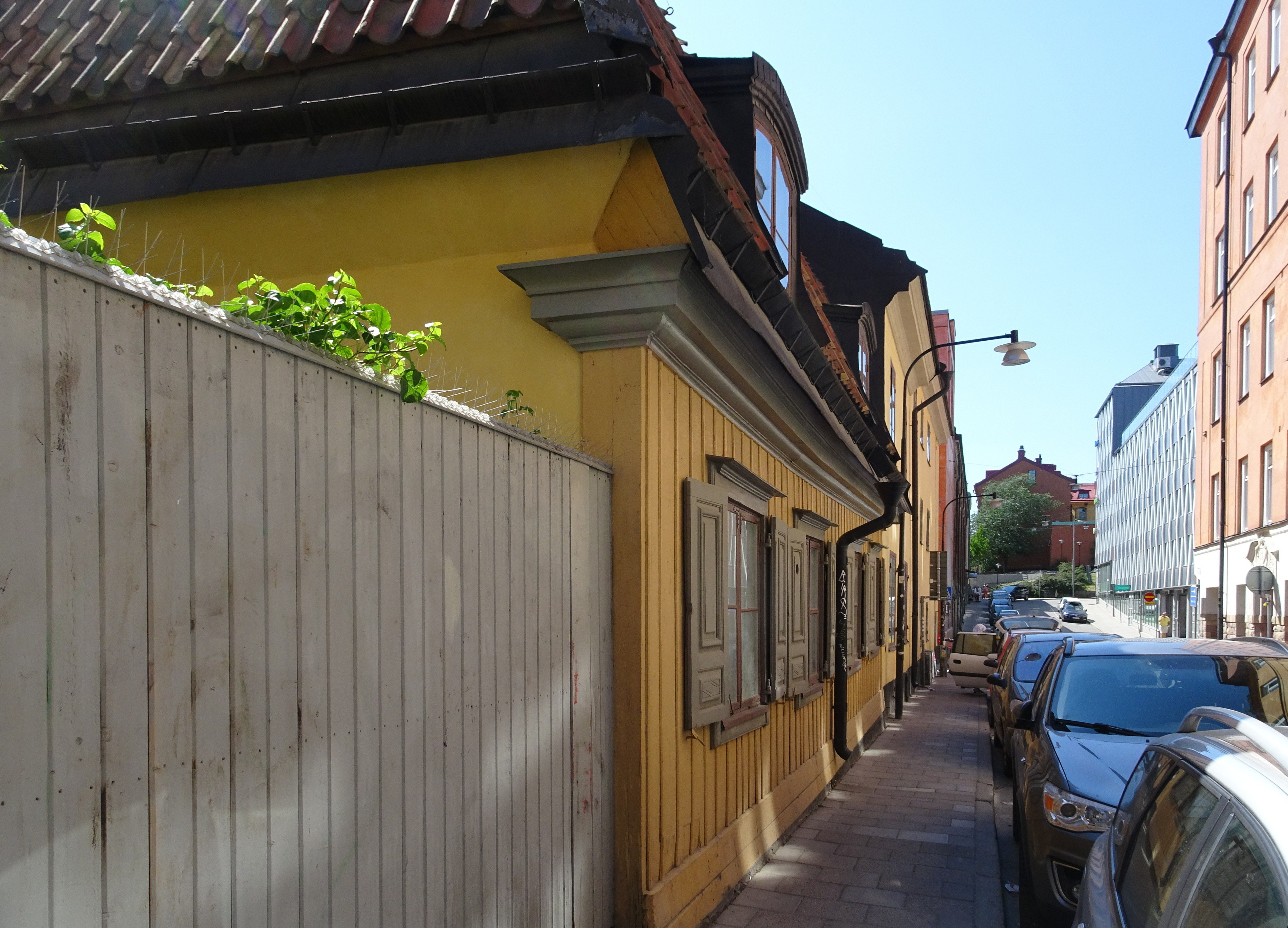
Kapellgränd västerut, till vänster syns fastigheten Sturen större 11.

Kapellgränd är en gata på Södermalm i Stockholm. Gränden sträcker sig från Högbergsgatan i norr och i vinkel till Östgötagatan i syd. Kapellgränd delar kvarteret Pelarbacken i Pelarbacken Större och Mindre. Namnet härrör troligen från Sturekapellet som låg här under sen medeltid. Nuvarande namn fastställdes 1885.

## Historik

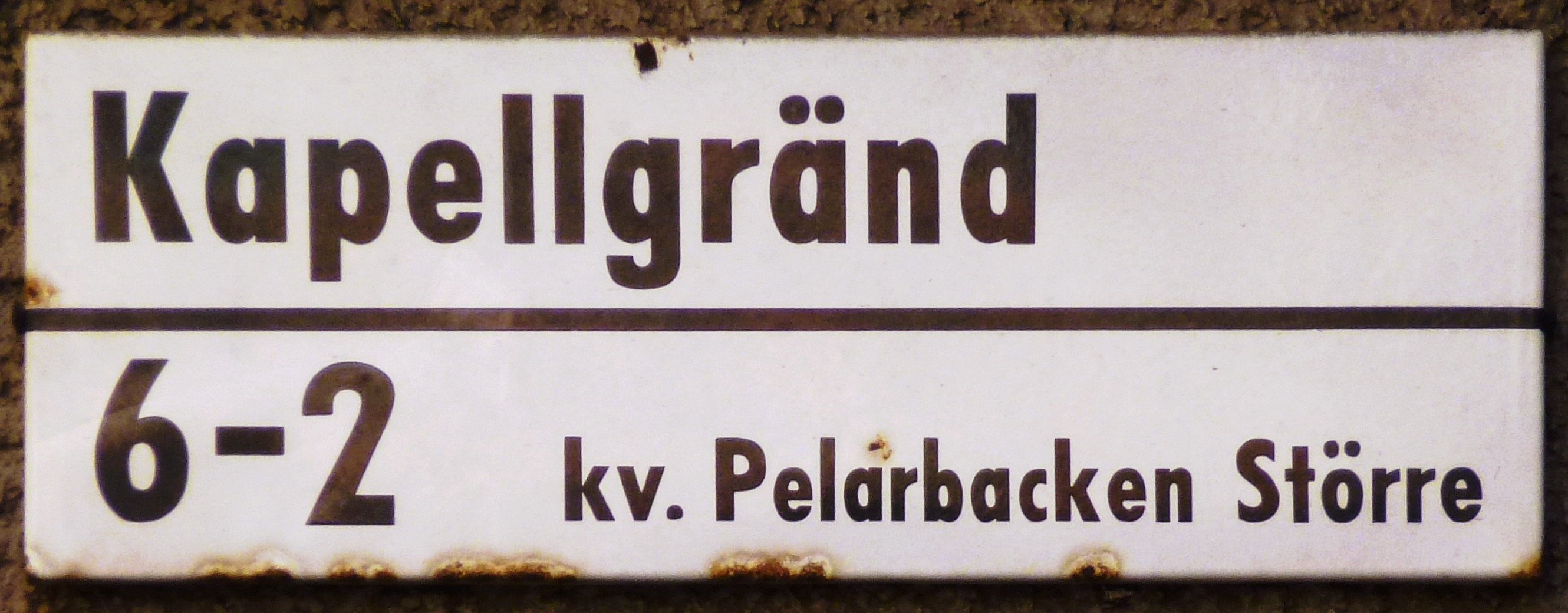
Kapellgränd, gatuskylt.

Under medeltiden låg här en av Stockholms galgbackar och avrättningsplatser. Under 1400-talet fick denna galgbacke en mer officiell religiös status som Stockholms kalvarieberg (se Pelarbacken). 
På sluttningen mot söder uppfördes ett litet kapell, kallat Helga Kors kapell (förstört i början av 1500-talet). Lite längre österut lät Johan III bygga ett nytt kapell som stod färdigt 1590 och kallades Sturekapellet. Namnet "Sturekapellet" skulle påminna om Sten Sture den yngre vars lik hade bränts här på bål efter Stockholms blodbad. Kapellet revs på 1620-talet och materialet nyttjades senare vid bygget av Katarina kyrka.
Äldre namn för dagens Kapellgränd var "Capellebacken" (1648) och "Capells grenden" (1648). På Petrus Tillaeus' karta från 1733 återfinns namnet "Capell gr." Där syns även tre kors och två väderkvarnar, Finskan och Dundercrantz. Dessa två väderkvarnar gav upphov till namnet "Västra kvarngränd". 

## Byggnader
Längs med Kapellgränd finns flera kulturhistoriskt värdefulla byggnader. Huset i fastigheten Pelarbacken större 30 uppfördes omkring 1790 av hovslagare Carl Tecklind och fastigheten var i olika hovslagares ägo fram till 1800-talets mitt. Vid Kapellgränd 8 finns en liten rest av Södermalms 1700-talsbebyggelse kvar i form av två rödmålade timmerhus som en gång i tiden var kvarnstugan för kvarnen Dundercrantz. Stugan fungerade en gång i tiden även som bostad åt stadens bödel som hade sin verksamhet på intilliggande Pelarbacken. Längre österut vid Kapellgränd 16 märks fastigheten Sturen större 11 med sten- och trähus från 1700-talets senare hälft. År 1903 uppfördes vid Kapellgränd den elektriska  omformarstationen Katarinastationen, ritad av Ferdinand Boberg. I denna byggnad finns sedan år 2000 Stockholms moské.

## Bilder

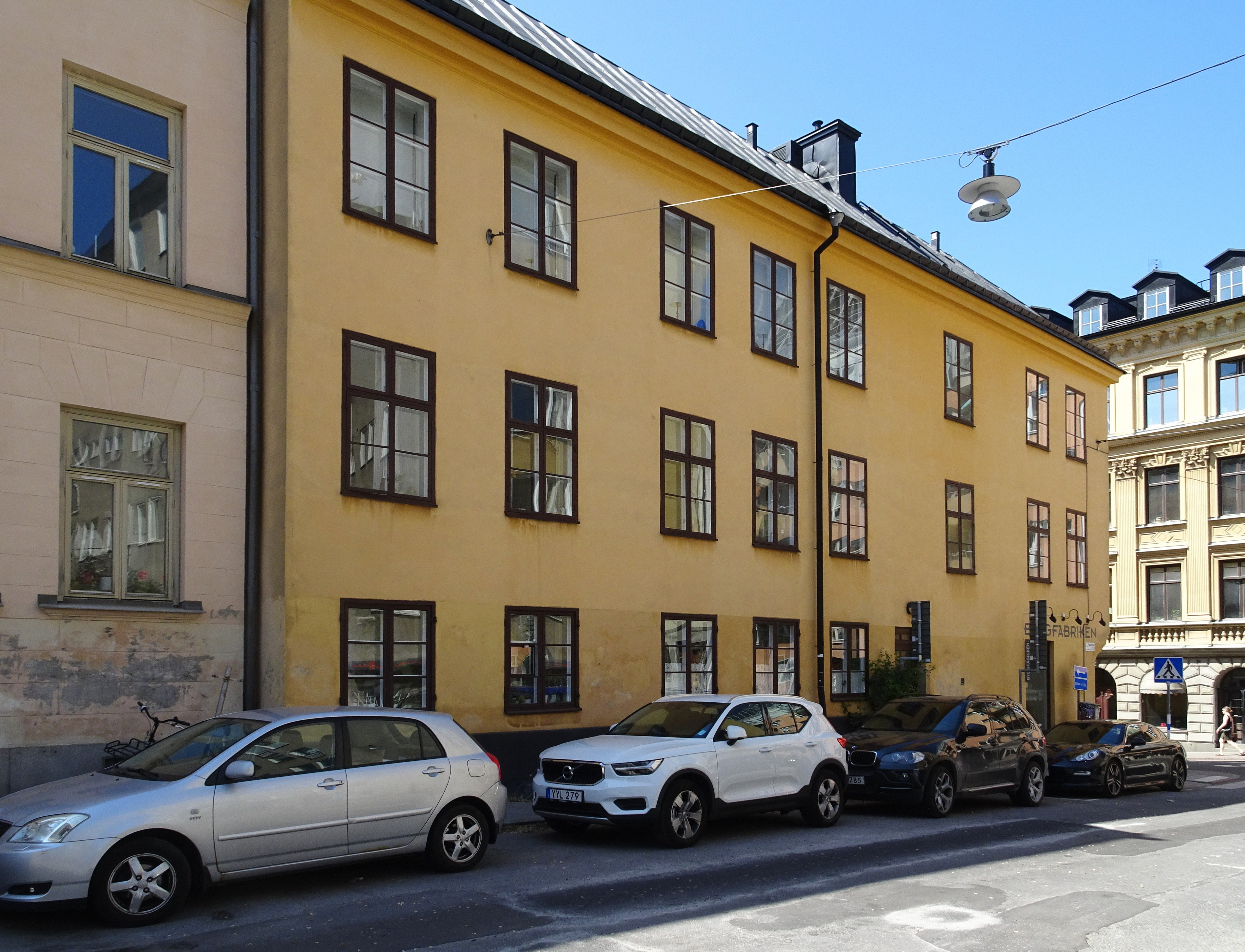
Fastigheten Pelarbacken större 30, Kapellgränd 2 / Högbergsgatan 29.
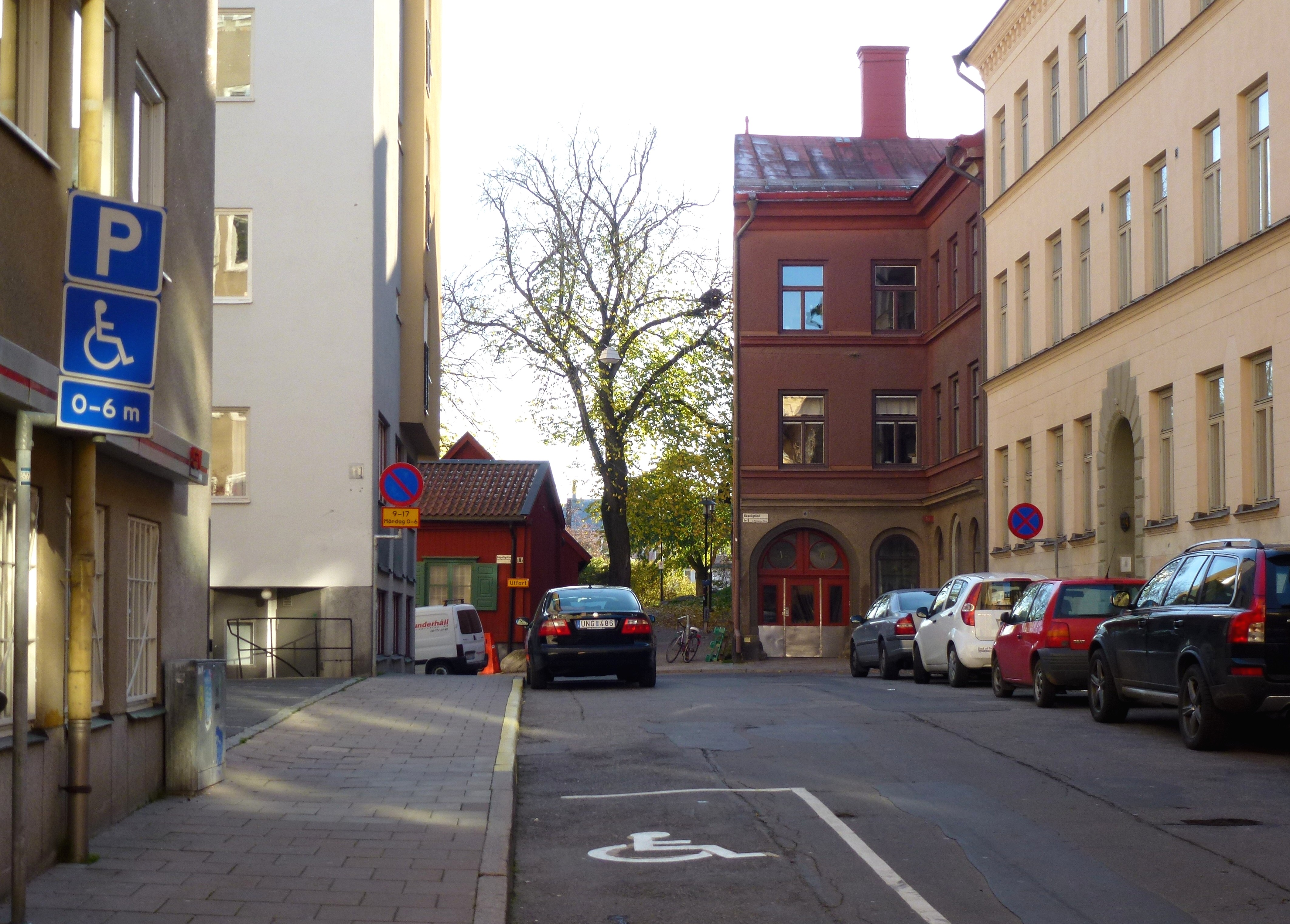
Kapellgränd från Högbergsgatan.
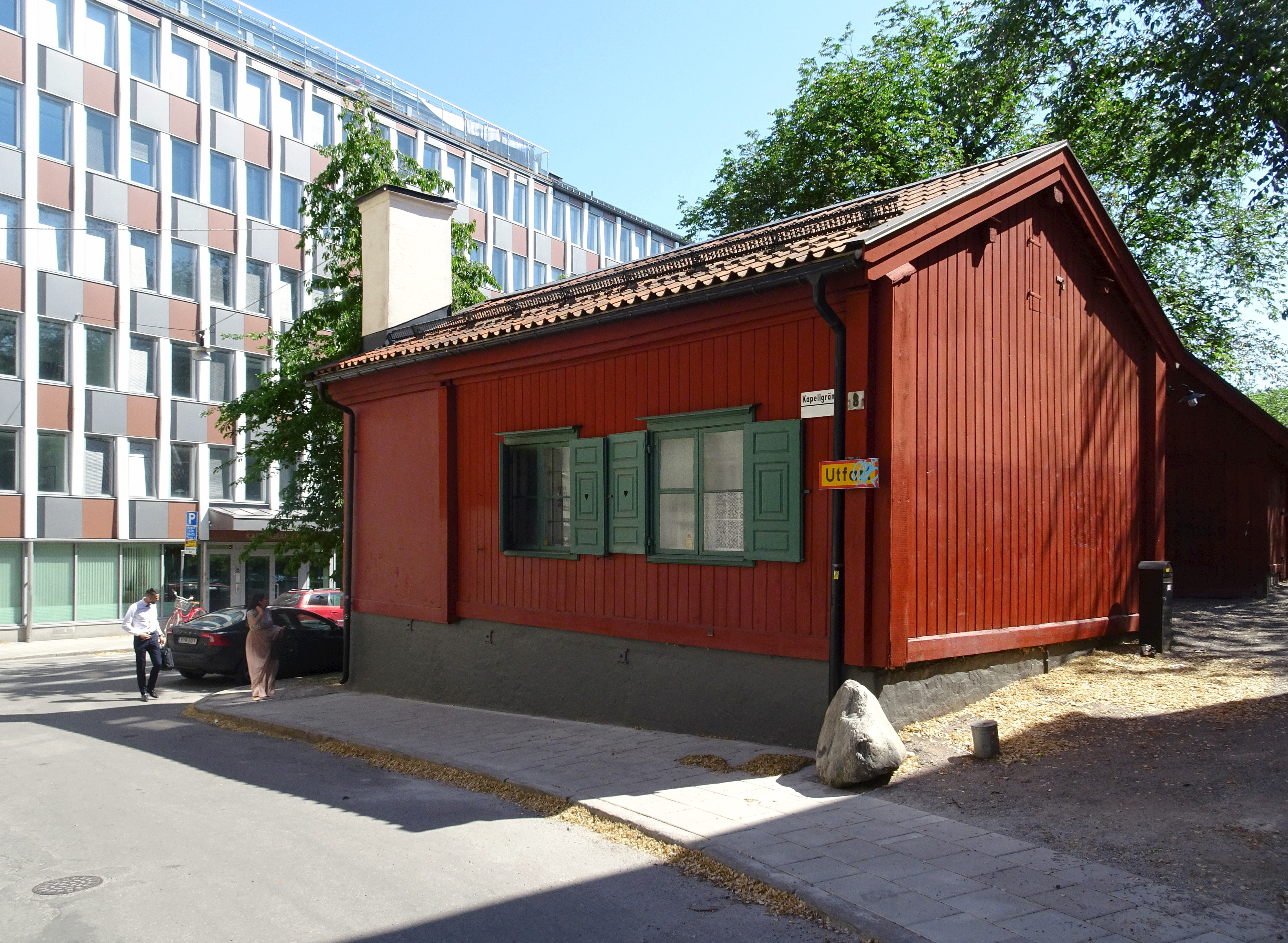
Den gamla kvarnstugan för kvarnen Finskan vid Kapellgränd 8.
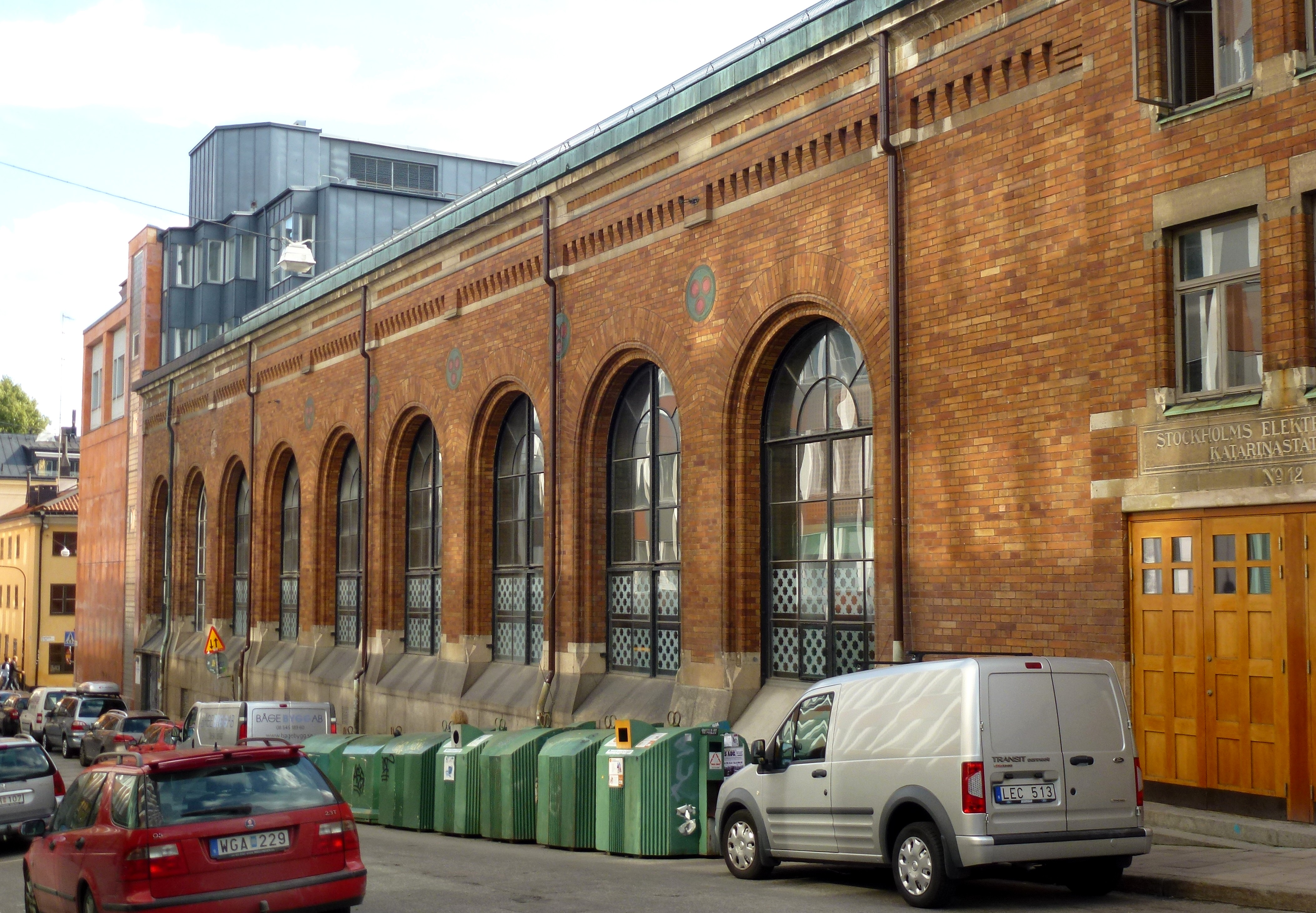
Katarinastationen, numera Stockholms moské.
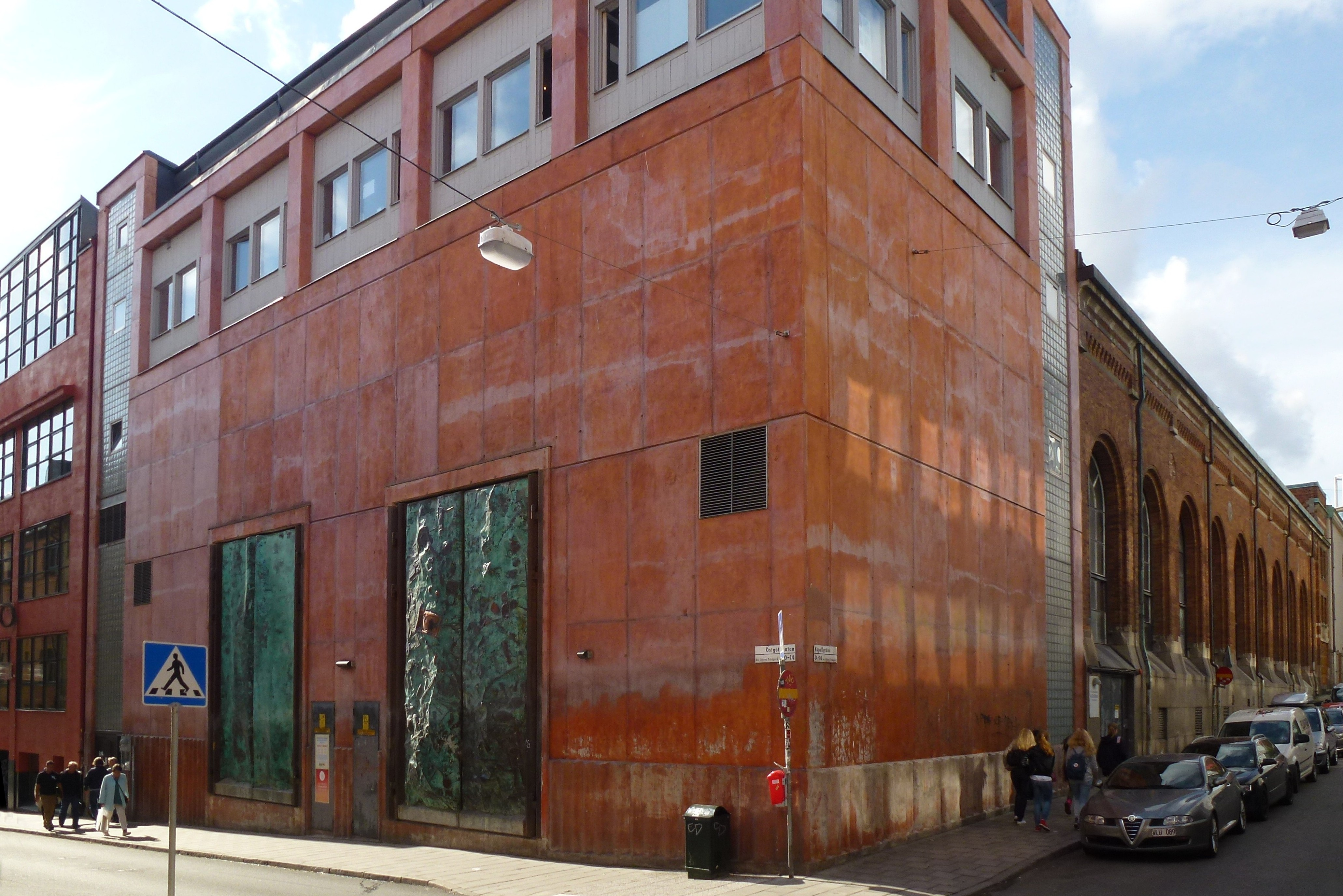
Hörnet Östgötagatan 14 / Kapellgränd 14.